# Zhang Xiaoping
Zhang Xiaoping (chiń. upr. 张小平; chiń. trad. 張小平; pinyin Zhāng Xiǎopíng; ur. 1 kwietnia 1982 w Xilinhot) – chiński bokser wagi półciężkiej, mistrz olimpijski.

## Kariera sportowa
Największym sukcesem zawodnika jest złoty medal igrzysk olimpijskich w Pekinie w kategorii półciężkiej (do 81 kg).